# 3200 Фајетон
3200 Фајетон (енгл. 3200 Phaethon) је Аполо астероид са средњом удаљеношћу од Сунца која износи 1,271 астрономских јединица (АЈ).
Апсолутна магнитуда астероида је 14,51 а геометријски албедо 0,106.
Фаетон је матично тело метеорског роја Геминиди.